# Hugo Karl Eduard zu Salm-Reifferscheidt

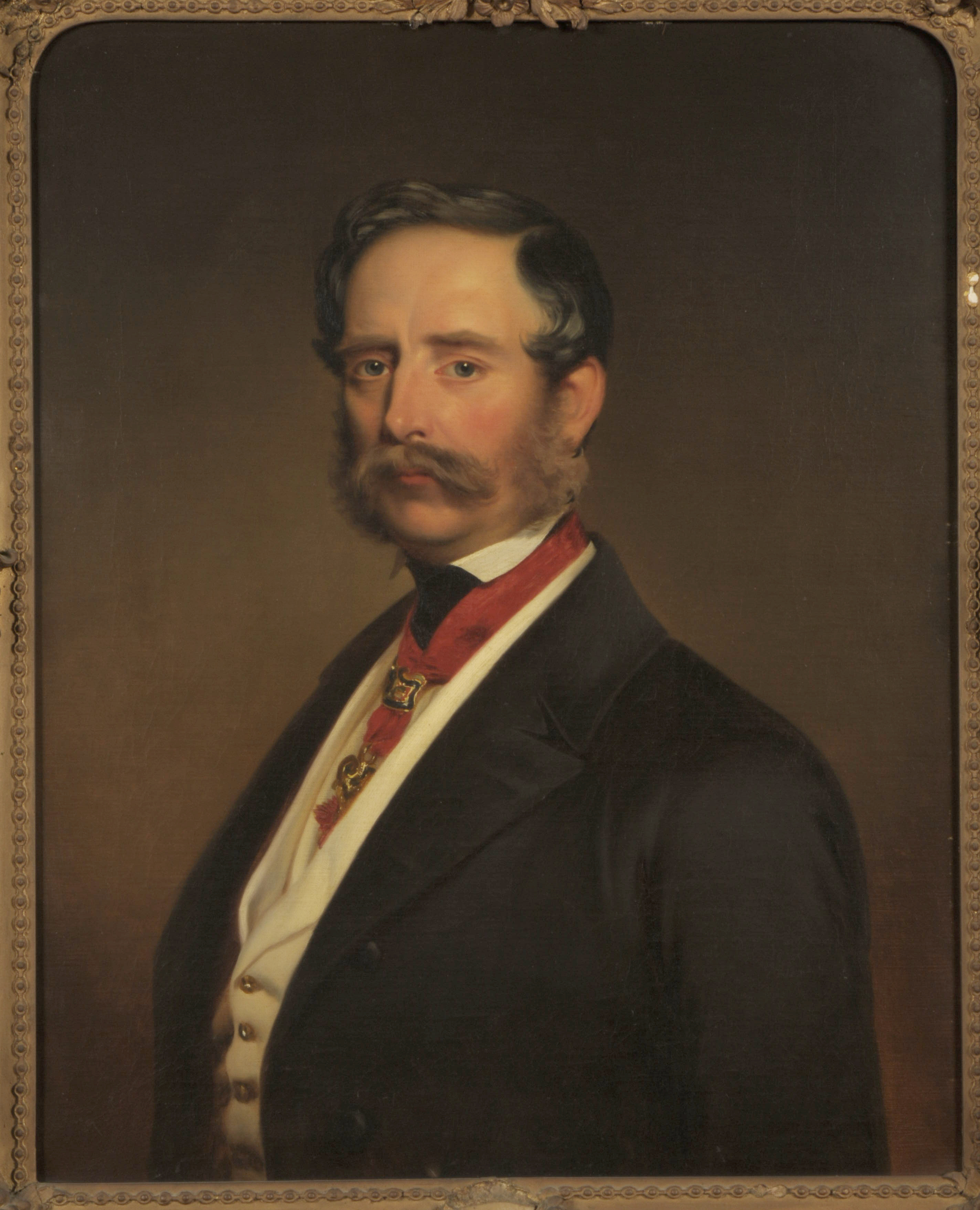
Hugo Karl Eduard Fürst und Altgraf zu Salm-Reifferscheidt-Raitz

Hugo Karl Eduard Fürst und Altgraf zu Salm-Reifferscheidt-Raitz (* 15. September 1803 in Brünn; † 18. April 1888 in Wien) war ein Industrieller und Politiker.

## Leben
Er war der Sohn von Hugo Franz Altgraf zu Salm-Reifferscheidt-Raitz und übernahm 1836 die Leitung des Familienbesitzes. Zwischen 1849 und 1864 war er Direktor der Mährisch-schlesischen Ackerbaugesellschaft und betrieb die Errichtung einer chemischen Versuchsstation für den Landbau. Er war unter anderem Eigentümer der Eisenwerke in Blansko, der Braunkohlenbergwerke in Gaya und der Steinkohlenbergwerke in Polnisch Ostrau.

## Politik

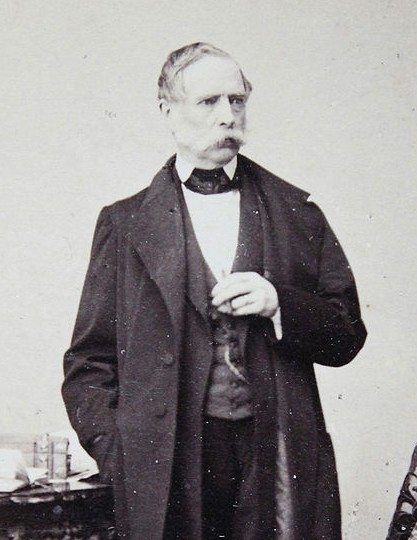
Hugo Karl Eduard zu Salm-Reifferscheidt, Foto um 1859

In den Jahren 1848/49 war er Präsident des neu errichteten mährischen Landtages. 1861 wurde er abermals in den Landtag gewählt und übte bis 1867 die Funktion eines Landeshauptmannes von Mähren aus. 1857 wurde er Mitglied des ständigen, 1860 des erweiterten Reichsrats. Im Parlament vertrat er die Positionen des konservativen Adels. 1861 wurde er erbliches Mitglied des Herrenhauses. 1868 protestierte er gegen den Dualismus, in dem er eine Verletzung der historischen Individualität der Markgrafschaft Mähren sah. Daneben richtete er sich gegen eine Benachteiligung tschechischer Beamter und des tschechischen Schulwesens.
1838 erbte er von seinem Großvater den Titel eines Fürsten. 1852 erhielt er den Titel eines geheimen Rates und war Inhaber des Ordens vom Goldenen Vlies.

## Familie
Am 6. September 1830 heiratete er Leopoldine Polyxene Christiane Altgräfin zu Salm-Reifferscheidt-Krautheim (* 24. Juni 1805 in Gerlachsheim; † 4. Juli 1878 in Brühl bei Wien), eine Tochter des Fürsten Franz Wilhelm zu Salm-Reifferscheidt-Krautheim. Aus der Ehe gingen fünf Kinder hervor:
- Maria Rosine Leopoldine Auguste Franziska Wilhelmine Aloysia (* 25. Dezember 1831; † 24. Juli 1845)
- Hugo Fürst und Altgraf zu Salm-Reifferscheidt-Raitz (* 9. November 1832 in Prag; † 12. Mai 1890 in Wien) ⚭ 1858 Maria Elisabeth Caroline Franziska Stanislausa von Liechtenstein(* 13. November 1832; † 14. März 1894), Tochter von Karl Franz Rudolph von Liechtenstein
- Augusta Aloysia Marie Eleonore Rosine Leopoldine Berthilde (* 5. November 1833; † 11. Juni 1891) ⚭ 1851 Graf Heinrich Jaroslaw Clam-Martinic (* 15. Juni 1826; † 5. Juni 1887)
- Siegfried Constantin Bardo (10. Juni 1835 in Prag; † 14. August 1898 in Salzburg) ⚭ 1864 Gräfin Rudolfine  Czernin von und zu Chudenitz (* 6. März 1845)
- Erich Adolf Karl Georg Leodgar (* 2. Oktober 1836 in Raitz; † 29. August 1884 ebenda) ⚭ Donna Maria Alvarez de Toledo (* 24. Januar 1843)